# Cúp bóng đá Bulgaria 1955
Cúp bóng đá Bulgaria 1955 là mùa giải thứ 15 của Cúp bóng đá Bulgaria (trong giai đoạn này có tên là Cúp Quân đội Xô-viết). Giải đấu khởi tranh từ 16 tháng 10 năm 1955 và kết thúc vào 11 tháng 12 với trận chung kết. CSKA Sofia giành chức vô địch khi đánh bại Spartak Plovdiv 5–2 h.p. trong trận chung kết tại Vasil Levski National Stadium ở Sofia.

## Vòng Một
| Đội 1               | Tỉ số     | Đội 2             |
| ------------------- | --------- | ----------------- |
| Spartak Pleven      | 2–0       | Dobrudzha Dobrich |
| Cherno More Varna   | 2–1       | Spartak Varna     |
| Tundzha Yambol      | 1–0       | Pavlikeni         |
| Minyor Pernik       | 0–4       | Spartak Sofia     |
| Belasitsa Petrich   | 0–1       | Dinamo Plovdiv    |
| Lokomotiv Sofia     | 8–1       | Pomorie           |
| DNA Ruse            | 2–1       | Bdin Vidin        |
| Botev Plovdiv       | 4–1       | Septemvri Pleven  |
| VVS Sofia           | 3–2       | Levski Sofia      |
| Torpedo Pernik      | 1–2 (aet) | Lokomotiv Plovdiv |
| Etar Veliko Tarnovo | 1–3       | Spartak Plovdiv   |

## Vòng Hai
| Đội 1           | Tỉ số     | Đội 2             |
| --------------- | --------- | ----------------- |
| Slavia Sofia    | 2–1 (aet) | Zavod 12 Sofia    |
| Spartak Pleven  | 1–3 (aet) | Lokomotiv Plovdiv |
| DNA Ruse        | 3–1       | Svetkavitsa       |
| Botev Plovdiv   | 1–0       | Cherno More Varna |
| Haskovo         | 1–6       | CSKA Sofia        |
| Tundzha Yambol  | 1–6       | Lokomotiv Sofia   |
| VVS Sofia       | 0–1       | Dinamo Plovdiv    |
| Spartak Plovdiv | 3–1       | Spartak Sofia     |

## Tứ kết
| Đội 1             | Tỉ số                               | Đội 2          |
| ----------------- | ----------------------------------- | -------------- |
| Lokomotiv Plovdiv | 1–4                                 | CSKA Sofia     |
| Lokomotiv Sofia   | 2–3                                 | Botev Plovdiv  |
| Slavia Sofia      | 6–0                                 | DNA Ruse       |
| Spartak Plovdiv   | 1–1 (aet) 2–2 (aet) (R) 1–0 (2nd R) | Dinamo Plovdiv |

## Bán kết
| Đội 1           | Tỉ số | Đội 2         |
| --------------- | ----- | ------------- |
| CSKA Sofia      | 4–2   | Botev Plovdiv |
| Spartak Plovdiv | 1–0   | Slavia Sofia  |

## Chung kết

### Chi tiết
| CSKA Sofia                                  | 5−2 (s.h.p.) | Spartak Plovdiv         |
| ------------------------------------------- | ------------ | ----------------------- |
| Milanov 7', 29', 108' · Panayotov 97', 113' |              | Dushev 40' · Deshev 60' |

| CSKA | Spartak |